# Зелена коса (оповідання)
«Зелена коса» (рос. Зелёная коса) — оповідання Антона Чехова, вперше опубліковане 1882 року.

## Історія
Оповідання «Зелена коса» (Маленький роман) було написано 1882 року, складається з двох глав. Вперше опубліковано в «Літературному додатку журналу „Москва“», №№ 15 і 16 за 1882 рік із підписом Антоша Чехонте, увійшов до зібрання творів письменника.
У програмі твір ілюструвався малюнком брата автора, Миколи Чехова. Персонажами оповідання є реальні особи. Письменник навіть зберіг їхні імена. Так, поручик-артилерист Єгоров (Е. П. Єгоров) був приятелем братів Чехових. На схилі років Е. П. Єгоров вийшов у відставку.

## Сюжет
Оповідання написано від першої особи колишнього репетитора доньки власниці дачі — Олі. Дія відбувається на дачі «Зелена Коса», розташованої на горі на березі Чорного моря. Чехов подає докладний опис навколишньої природи та власниці дачі, Марії Єгорівни Микшадзе. Марія Єгорівна, 50-річна дама, була досить примхливою, але гостинною господинею. У неї на дачі жила її дочка Оля, якій було близько 19 років. Оля вивчала музику в консерваторії та спілкувалась французькою. Відвідувачі дачі, серед яких були постояльці «Зеленої коси» й сусіди, любили Олю, вона була душею компанії. З гостей там були лікар Яковкин, одеський газетяр Мухін, магістр фізики Фівейський, три студенти, художник Чехов, харківський барон-юрист і колишній репетитор Олі. Сусідом був відставний поручик-артилерист Єгоров.
Гості з'їжджалися на дачу на все літо. Княгиня часто збирала гостей у вітальні й дорікала всім за «безсовісну» поведінку. Гості ходили просити вибачення, складали їй вітальні вірші, малювали геральдичне дерево князів Микшадзе, після чого княгиня заспокоювалась. Вона любила гостей, але не любила поручика Єгорова. Останній мріяв одружитись з Олею, яка була в нього закохана.
У другій главі описується, як за життя князя Микшадзе до них приїжджав погостювати князь Чайхідзев, катеринославський поміщик. У нього був син, який почав залицятись до Олі. Княгиня Марія Єгорівна благословляла, як вона думала, майбутнє подружжя. Але невдовзі Микшадзе помер. Перед смертю він прохав дочку вийти заміж за Чайхідзева, й Оля пообіцяла йому зробити це.
Оля постійно пам'ятала волю батька, але «природа й розум брали своє»: відставний поручик Єгоров був поруч, а Чайхідзев ставав в її очах гіршим та дурнішим.
Одного разу Чайхідзев приїхав на Зелену косу, і княгиня вирішила влаштувати їм з Олею заручини. Були запрошені гості, планувався бал. Однак гості вирішили позбавити Олю від Чайхідзева навіть ціною скандалу. На балу Чайхідзев танцював з Олею. Після балу Олю відкликали, повідомивши, що Єгоров помирає. Оля пішла в сад і виявила, що Єгоров живий, що її дуже втішило.
У будинку ж Олю довго шукали. Племінник княгині підказав, де її знайти. Коли Оля повернулась, харківський барон-юрист наголосив Чайхідзеву на незручність його становища. Чайхідзев відповів баронові, що він «все це добре розуміє», не надто переймається через батьківські заповіти, однак оскільки кохає Олю, тому був наполегливим. Наступного дня Чайхідзев обіцяв поїхати. Разом з ним збирались поїхати й гості, однак затримались до вересня. Поступово в родині запанував лад. Поручик написав у листі Олиному репетитору, що влітку відбудеться його весілля.